# グッドバイ・モーニング
「グッドバイ・モーニング」または「Good-by morning」(読みは同じ)は、庄野真代作詞に中島薫作曲の楽曲である。

## 概要
サンディーの歌唱により、1976年の第7回世界歌謡祭において、グランプリと最優秀歌唱賞を受賞した楽曲。1992年には、宇徳敬子と近藤房之助のコラボレーション・シングルとして発表され、カバーされた。
作詞した庄野自身も1977年に発売されたアルバム『ぱすてる33 1/3』でセルフカバーしている。
作曲者の中島薫は、日本アムウェイのディストリビューターである。1992年当時の名義は、中島薫CA（クラウン・アンバサダー）、2011年当時の名義は、中島薫DCA（ダブル・クラウン・アンバサダー）となっている。

## サンディーの「グッドバイ・モーニング」
1976年12月に発売されたサンディーのシングル。ディスコメイトレコード。

### 解説
1976年11月の第7回世界歌謡祭において、グランプリと最優秀歌唱賞を受賞した。

### 収録曲
| #         | タイトル                   | 作詞      | 作曲           | 編曲      | 時間 |
| --------- | -------------------------- | --------- | -------------- | --------- | ---- |
| 1.        | 「グッドバイ・モーニング」 | 庄野真代  | なかじまかおる | 山室紘一  | 4:24 |
| 2.        | 「マドモアゼル・ママ」     | 大杉弓子  | 大杉弓子       | 林雅諺    | 3:46 |
| 合計時間: | 合計時間:                  | 合計時間: | 合計時間:      | 合計時間: | 8:10 |

## 宇徳敬子 & 近藤房之助の「Good-by morning」
1992年11月21日にBMGルームスから発売された、宇徳敬子 & 近藤房之助のコラボレーション・シングル。

### 内容
近藤房之助のコラボレート企画第3弾はMi-Keの宇徳敬子と歌い、関西テレビ制作・フジテレビ系テレビドラマ『ウーマンドリーム』エンディング・テーマに使用された。
女性ソロ歌手・サンディーの1976年の楽曲『グッドバイ・モーニング』のカバーであるが、本リリースにあたって、アルファベット表記・カタカナ表記ともに表題のように改めた。
カップリングは近藤がメインボーカルを務める表題曲スローバージョンを収録した。どちらも、サンディーによる歌唱のものと歌詞が一部異なっている。
2011年、宇徳と近藤が参加しているB.B.クィーンズがセルフカバー。同年5月1日発売のシングル「おどるポンポコリン〜ちびまる子ちゃん 誕生 25th Version〜」に収録し、原曲と同じく長戸大幸によるリアレンジになっている。
2023年11月11日、宇徳のソロデビュー30周年を記念した、既存曲のリアレンジ曲の配信企画の第2弾として、歌手の中西圭三とコラボしたリアレンジバージョンを配信限定でリリースした。

### 収録曲
| 全作詞: 庄野真代、全作曲: 中島薫C.A.、全編曲: 長戸大幸。 |                                                              |          |            |      |
| #                                                        | タイトル                                                     | 作詞     | 作曲・編曲 | 時間 |
| 1.                                                       | 「Good-by morning 〜Medium Version〜」                       | 庄野真代 | 中島薫C.A. | 4:57 |
| 2.                                                       | 「Good-by morning 〜Slow Version〜」                         | 庄野真代 | 中島薫C.A. | 6:00 |
| 3.                                                       | 「Good-by morning 〜Medium Version〜」(オリジナル・カラオケ) | 庄野真代 | 中島薫C.A. | 4:57 |
| 4.                                                       | 「Good-by morning 〜Slow Version〜」(オリジナル・カラオケ)   | 庄野真代 | 中島薫C.A. | 6:00 |
| 合計時間:                                                | 合計時間:                                                    | 21:54    |            |      |

### レコーディング参加
- 宇徳敬子（Mi-Ke） - ボーカル
- 近藤房之助 - ボーカル、ギター
  - 塩次伸二 - ギター
  - 小島良喜 - ピアノ
  - 池田大介 - シンセサイザー

### 収録アルバム
宇徳敬子
- 砂時計(#1)※Solo Version
- THE BEST "eternity" (#1)
- Cool City Production Vol.7 UK sweet 〜Utoku Keiko〜 (#1)※Type UK Night Remix
- 宇徳敬子 COMPLETE BEST 〜Single Collection〜 (#1)

近藤房之助
- compelete of 近藤房之助 at the BEING studio (#2)

#### コンピレーション・アルバム
- ウーマンドリーム オリジナルサウンドトラック (#1,2)
- COUNTDOWN BEING(#1)
- FUN Greatest Hits of 90's(#1)
- BEST HIT BEING(#2)